# Anders Petraeus
Anders Petraeus, född 1630, död i början av augusti 1694 i Nådendal, var en finländsk fysiker. 
Petraeus blev student 1646, notarie vid domkapitlet i Åbo 1653, promoverades till magister 1656 och blev samma år akademisekreterare och adjunkt vid filosofiska fakulteten; han verkade som bibliotekarie 1659. Han var professor i fysik vid Kungliga Akademien i Åbo 1665–1682, tredje teologie professor 1682–1688 och andre teologie professor 1688–1692. Han var akademins rektor 1674–1675. Han erhöll Nådendals pastorat 1674, senare som prebende. Han tvingades 1692 att avgå på grund av försumlighet i tjänst, men innehade fortfarande Nådendals pastorat. Endast ett fåtal dissertationer försvarades under hans tid, dessa berörde elementen, djur och världens skapelse.